# 安食 (岐阜市)
安食（あじき）は、岐阜県岐阜市の大字・町丁。町丁部は安食一丁目から安食六丁目までが置かれている。郵便番号501-1109（安食志良古は501-1108）。

## 地理
岐阜市北部に位置し、北は佐野・岩利、北東は彦坂北、東は彦坂南・彦坂、南東は岩谷、南は村山、西は則松に隣接している。

### 河川
- 伊自良川

## 小字
小字は以下の通り。
- 志良古（しらこ）
- 竜巣前（りゅうすまえ）
- 三内前（みうちまえ）
- 五反田（ごたんだ）
- 竹田（たけだ）
- 川通（かわどおり）
- 上洞（かみぼら）
- 清水（しみず）
- 三内（みうち）
- 竜巣（りゅうす）
- 志良古洞（しらこぼら）
- 前平（まえひら）
- 竜巣洞（りゅうすぼら）
- 椎倉（しくら）
- 三内洞（みうちぼら）
- 殿洞（とのぼら）
- 立岩（たていわ）
- 鎌砥洞（かまどぼら）
- 瀬宇名（せうな）
- 北ヶ平（きたがひら）
- 伊山（いやま）
- 竹田洞（たけだぼら）
- 鈴ヶ坂（すずかさか）
- 荒毛（あらげ）
- 東浦（ひがしうら）
- 上洞前（かみぼらまえ）
- 水鶏畔（すいけいはん）
- 冷沢（ひえざわ）
- 宮地（みやじ）

## 歴史
江戸期は安食村であり、美濃国方県郡のうち。はじめ加納藩領、のち幕府領、さらに旗本蘆敷氏・戸田氏・幕府領大垣藩預り地（宝暦9年より）の2給地となる。村高は「慶長郷牒」「元和領知改帳」「正保郷帳」共に755石余、「天保郷帳」は761石余、「旧高旧領」は758石余（うち幕府領大垣藩預り地503石余・蘆敷戸田氏領258石余）。天保9年の村明細帳によると幕府領大垣藩預り地の戸数59（うち高持45・水呑13・寺1）、人口285、寺は山県郡掛村東光寺末寺禅宗岩松院、宮は熊野3社権現・神明宮・井深宮・八幡宮などがある。明治2年戸田氏領の戸数39・人口168・馬5。安政3年から明治5年まで加藤小三郎によって寺子屋開設、明治6年に謹申義校となる。同4年岐阜県に所属。同8年村山村を合併。「町村略誌」によれば家数177・人口813・馬36、荷積車36。同30年稲葉郡方県村の大字となる。

### 年表
- 1871年（明治4年） - 岐阜県に所属。
- 1875年（明治8年） - 安食村と村山村が合併し安食村となる[7][8]。
- 1889年（明治22年）7月1日 - 町村制による方県郡安食村が発足。
- 1897年（明治30年）4月1日 - 安食村、佐野村、岩利村、彦坂村、石谷村が合併し稲葉郡方県村が発足。旧村山村は方県村大字村山[7]。旧安食村は方県村大字安食となる[8]。
- 1950年（昭和25年）8月20日 - 市橋村、茜部村、鶉村、黒野村、方県村が岐阜市に編入。岐阜市安食となる[9]。

## 小・中学校の学区
市立小・中学校に通う場合、学区は以下の通りとなる。
| 地域     | 小学校             | 中学校             |
| -------- | ------------------ | ------------------ |
| 安食     | 岐阜市立方県小学校 | 岐阜市立岐北中学校 |
| 字荒毛   | 岐阜市立方県小学校 | 岐阜市立岐北中学校 |
| 字志良古 | 岐阜市立方県小学校 | 岐阜市立岐北中学校 |
| 字竹田   | 岐阜市立方県小学校 | 岐阜市立岐北中学校 |
| 字三内前 | 岐阜市立方県小学校 | 岐阜市立岐北中学校 |
| 字竜巣前 | 岐阜市立方県小学校 | 岐阜市立岐北中学校 |
| 一丁目   | 岐阜市立方県小学校 | 岐阜市立岐北中学校 |
| 二丁目   | 岐阜市立方県小学校 | 岐阜市立岐北中学校 |
| 三丁目   | 岐阜市立方県小学校 | 岐阜市立岐北中学校 |
| 四丁目   | 岐阜市立方県小学校 | 岐阜市立岐北中学校 |
| 五丁目   | 岐阜市立方県小学校 | 岐阜市立岐北中学校 |
| 六丁目   | 岐阜市立方県小学校 | 岐阜市立岐北中学校 |

## 世帯数と人口
2018年（平成30年）4月1日現在の世帯数と人口は以下の通りである。
| 大字・丁目   | 世帯数  | 人口  |
| ------------ | ------- | ----- |
| 安食         | 100世帯 | 297人 |
| 安食字志良古 | 198世帯 | 489人 |
| 安食字三内前 | -       | 19人  |
| 安食1丁目    | -       | 13人  |
| 安食2丁目    | -       | 13人  |
| 安食3丁目    | -       | 12人  |
| 計           | 324世帯 | 843人 |

## 施設
- 岐阜市立方県小学校
- 方県保育所
- JAぎふ方県支店
- JAぎふ第2カントリーエレベーター
- 方県公民館
- 安食北屋敷公民館
- 安食中公民館
- 下安食公民館
- 志良古公民館
- 方県公園
- 安食公園
- 花かいどう北公園
- 花かいどう南公園
- 岩松院
- 熊野神社
- 井深神社

## 交通

### 道路

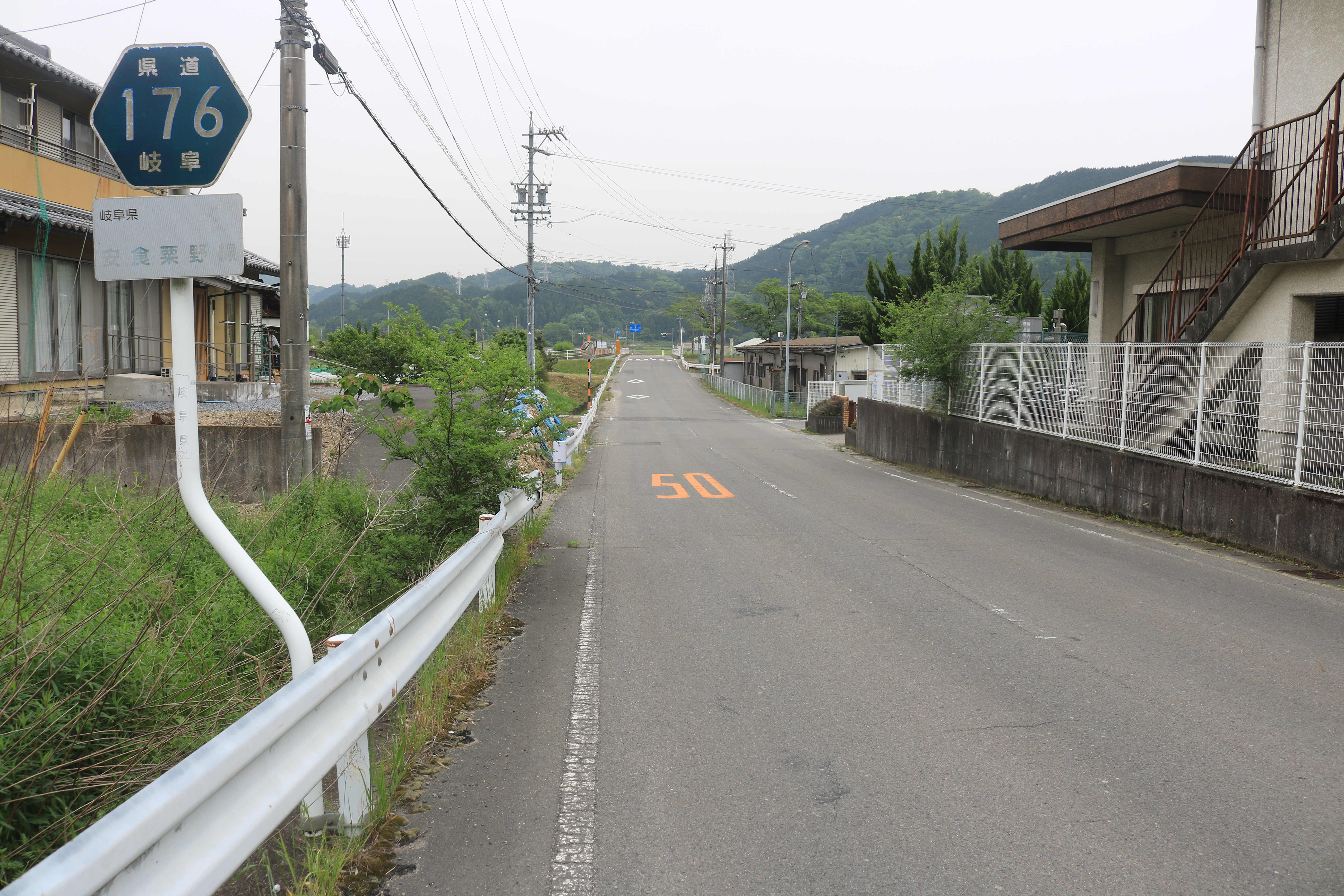
岐阜県道176号安食粟野線、岐阜市安食にて

- 主要地方道
  - 岐阜県道91号岐阜美山線

- 都道府県道
  - 岐阜県道176号安食粟野線

### バス
- 山県市ハーバス[11]
  - 岐大病院線
    - （岐阜大学病院） - 安食口 − JAぎふ方県支店 - （山県バスターミナル）